# Der Puppenspieler (Computerspiel)
Der Puppenspieler, in Japan bekannt als Puppeteer (パペッティア), ist ein Jump-’n’-Run- und Plattform-Videospiel, das von SCE Japan Studio entwickelt und von Sony Computer Entertainment für die PlayStation 3 veröffentlicht wurde. Das Spiel erschien am 5. September 2013.

## Spielprinzip
In Puppeteer übernimmt der Spieler die Rolle des Jungen Kutaro, der von einem bösen Mondkönig entführt und in eine Marionette verwandelt wurde. Mit seiner magischen Schere muss Kutaro in einer düsteren und märchenhaften Welt Abenteuer bestehen und versuchen, seine Freiheit wiederzuerlangen.
Das Spiel ist ein 2,5D-Plattformer, bei dem der Spieler Kutaro durch verschiedene Level navigieren und zahlreiche Rätsel und Plattform-Herausforderungen lösen muss. Dabei kann Kutaro seine Schere einsetzen, um Objekte zu zerschneiden und Feinde zu besiegen. Zusätzlich kann er verschiedene Köpfe finden und aufsetzen, die ihm einzigartige Fähigkeiten verleihen.
Die Besonderheit von Puppeteer liegt in seiner Inszenierung, die wie ein Theaterstück aufgebaut ist. Die Level und Charaktere sind auf Bühnen dargestellt, und die Geschichte wird von einem Erzähler begleitet. Das Spiel wechselt dabei regelmäßig das Setting und führt den Spieler durch verschiedene Kapitel und Akte.

## Handlung
Die Handlung von Puppeteer folgt dem jungen Kutaro, der von einem bösen Mondkönig entführt und in eine Marionette verwandelt wird. Der Mondkönig stiehlt den Mond, um seine Macht zu stärken, und es liegt an Kutaro, ihn zu stoppen und den Mond zurückzubringen.
Auf seiner Reise durch die düsteren und fantasievollen Welten trifft Kutaro auf verschiedene Charaktere, darunter die mysteriöse Hexe Ezma Potts und den furchterregenden General Schädel, die ihm helfen oder ihn behindern. Kutaro muss zahlreiche Hindernisse überwinden, gefährliche Bosse besiegen und seine eigenen Ängste und Zweifel überwinden, um sein Schicksal zu erfüllen.

## Rezeption
Der Puppenspieler erhielt überwiegend positive Bewertungen von Kritikern. Das Spiel wurde für seine einzigartige Präsentation, kreative Level-Designs und das charmante Erzählkonzept gelobt. Die Visuals und die Musik wurden ebenfalls positiv hervorgehoben.
Kritiker lobten auch die abwechslungsreichen Gameplay-Mechaniken und die herausfordernden Rätsel. Allerdings wurde das Spiel gelegentlich für seine etwas steife Steuerung und gelegentliche Kamera-Probleme kritisiert.